# Notodytes aurea
Notodytes aurea är en tvåvingeart som beskrevs av Aldrich 1934. Notodytes aurea ingår i släktet Notodytes och familjen parasitflugor. Inga underarter finns listade i Catalogue of Life.